# Ananas (geslacht)
Ananas is een geslacht uit de bromeliafamilie (Bromeliaceae), alwaar het wordt ondergebracht in de onderfamilie Bromelioideae. De meest gekweekte soort is de ananas (Ananas comosus). Daarnaast worden andere soorten gekweekt als sierplant vanwege hun decoratieve bladeren en vruchten.
Ananassoorten zijn terrestrische, overblijvende, kruidachtige planten. De stugge bladeren groeien in grote rozetten, waarvan de diameter 2 meter kan bereiken. De bladeren zijn lang en lancetvormig met een getande of gladde rand; ze kunnen 80 cm lang worden. De bloeiwijze groeit in het hart van het rozet op een korte, stevige stengel: de bloemen staan dicht opeen in een compacte kop. De samengestelde vrucht wordt bekroond door een rozet van bladeren.
Dit geslacht komt van nature voor in Zuid-Amerika; het is in de Caraïben geïntroduceerd door de Carib-indianen. In 1493 zag Columbus als eerste Europeaan planten van dit geslacht in Guadeloupe. Via Europa werd het verspreid naar de Pacifische Eilanden door de Spanjaarden en de Engelsen. Commerciële ananasplantages werden gevestigd in Hawaï, de Filipijnen, Zuidoost-Azië, Florida en Cuba. De ananas is een van 's werelds populairste tropische fruitsoorten.
De naam ananas komt van het woord ananá, naná, nanas uit het Tupi-Guaraní en betekent fruit met sterke geur.
Een andere soort ananas is abacaxi' (een ananas met doorn in de bladeren).
De ananas bevat het enzym bromelaïne, dit is een stof die vaak gebruikt wordt voor het malser maken van vlees. Dit enzym is aanwezig in alle delen van de plant, maar de steel is de belangrijkste commerciële bron, waarschijnlijk omdat deze direct beschikbaar is na de oogst van het fruit. Ananassen hebben een lange traditie als medicinale plant onder de inwoners van Zuid- en Midden-Amerika.

## Soorten, variëteiten en vormen
| - Ananas ananassoides var. typicus - Ananas arvensis - Ananas bracteatus - Ananas bracteatus var. albus - Ananas bracteatus var. hondurensis - Ananas bracteatus var. paraguariensis - Ananas bracteatus var. rudis - Ananas bracteatus var. striatus - Ananas bracteatus var. tricolor - Ananas bracteatus var. typicus - Ananas comosus - Ananas erectifolius - Ananas genesio-linesii - Ananas guaraniticus - Ananas macrodontes - Ananas microcephalus - Ananas microcephalus var. major - Ananas microcephalus var. minor - Ananas microcephalus var. missionensis - Ananas microcephalus var. mondayanus - Ananas microstachys var. typicus | - Ananas mordilona - Ananas nanus - Ananas pancheanus - Ananas parguazensis - Ananas pyramidalis - Ananas sativus - Ananas sativus var. hispanorum - Ananas sativus var. lucidus - Ananas sativus var. muricatus - Ananas sativus var. sagenarius - Ananas sativus f. typicus - Ananas sativus var. variegatus - Ananas strictus - Ananas viridis |

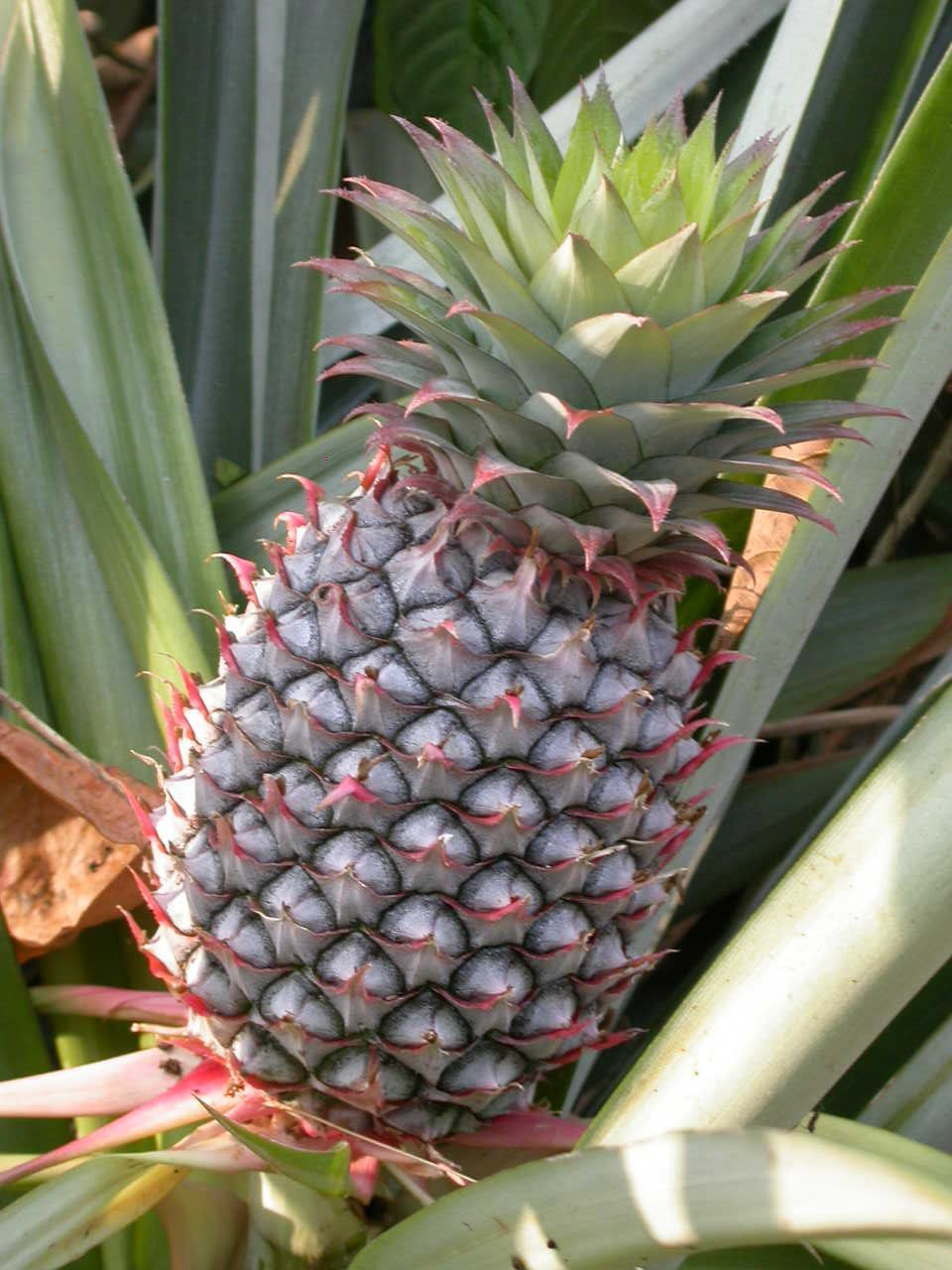
Ananas comosus
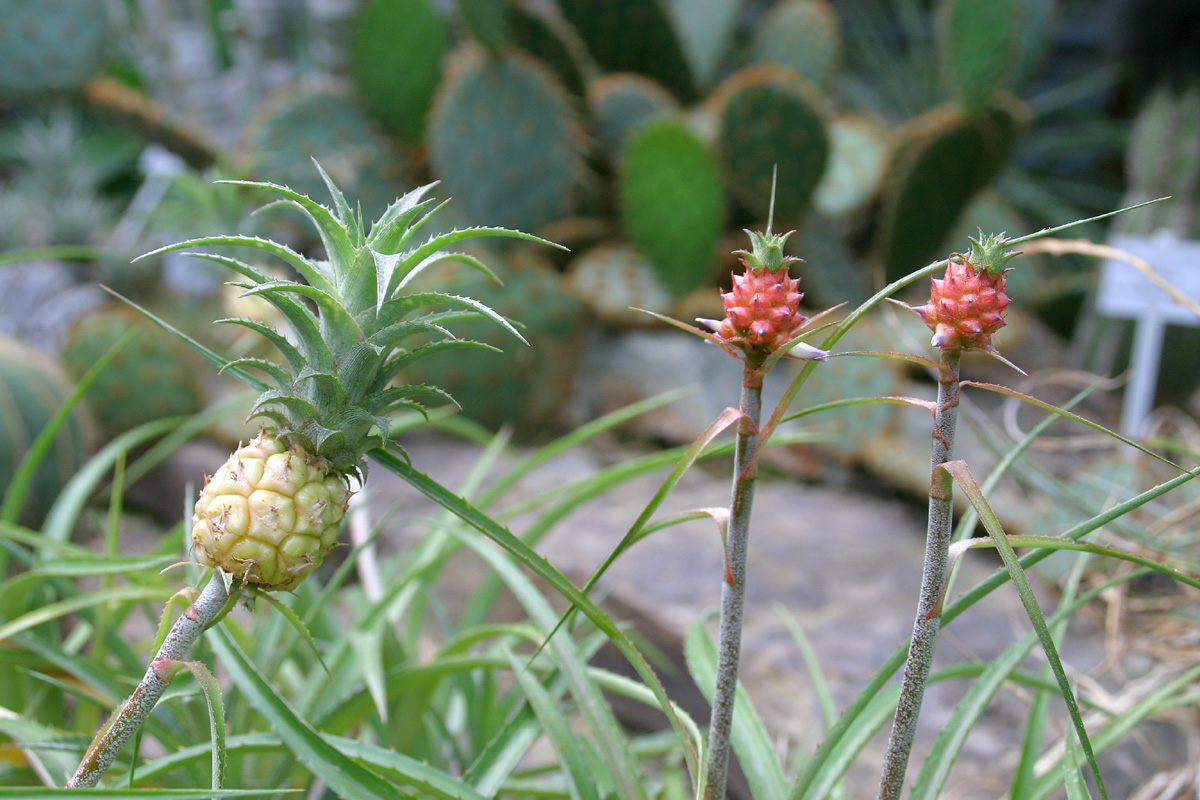
Ananas nanus
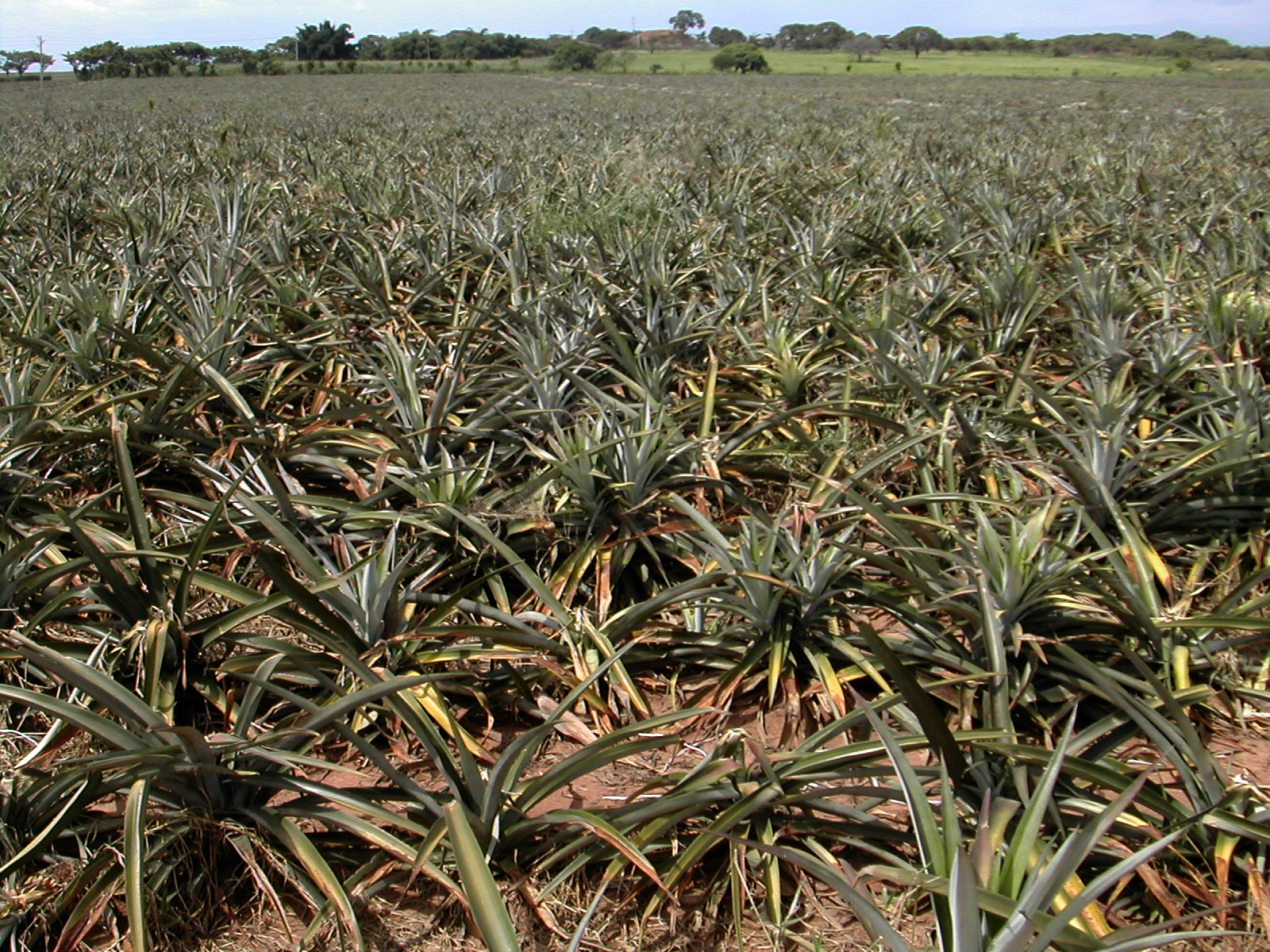
Ananasplantage
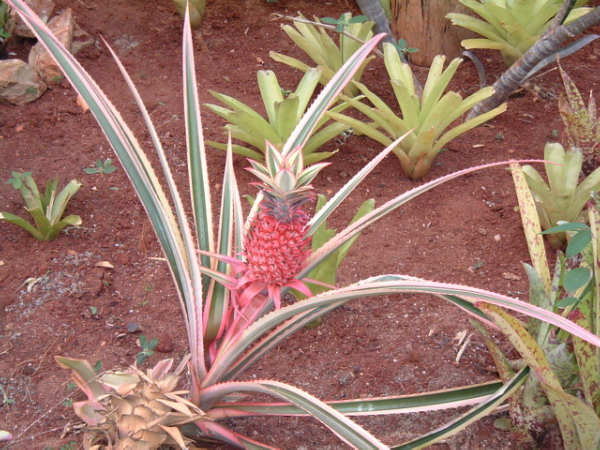
Ananas bracteatus var. striatus